# Les Casseurs (bande dessinée)
Pour les articles homonymes, voir Les Casseurs.
Les Casseurs, ou Al et Brock : Les Casseurs, puis Al et Brock, est une série de bande dessinée policière franco-belge créée par le dessinateur Christian Denayer et le scénariste André-Paul Duchâteau, publiée de 1975, à 1988 dans Tintin et éditée de 1979 à 1994 par les Éditions de Lombard. La série est terminée.
À la fin des années 1980, les auteurs rebaptisent la série « Al et Brock », pour éviter que ses héros ne soient associés aux « casseurs » très souvent évoqués par les médias lorsqu'il est question de violences urbaines. La série est publiée sous ce titre dans Hello Bédé entre 1991 et 1993.

## Descriptions

### Synopsis
Les aventures de deux hommes, dont l'un plus vieux est un vrai dur à cuire et l'autre plus jeune, fils à papa milliardaire. Ils forment une équipe de choc au sein de la brigade spéciale de la police de San Francisco et s'avèrent complètement opposés. Ils ne s'entendent pas sauf sur un point : leur don de tout casser sur leur passage…

### Personnages
Alcibiade Russel, dit « Al », ou « Dandy » par BrockPlayboy et fils du milliardaire, il est chef de patrouille tout juste sorti de l’école de police. Celui-ci succède à l'ancien acolyte de Brock Jerry Carson, qui a dû partir en retraite anticipée à la suite de son accident lors d'une course poursuite. Pas du tout apprécié par Brock au début des aventures.
Pétrus Brockowsky, dit « Brock », ou « Polack » par son ancien équipierLe vieux de la vieille, proche à la retraite, est vrai dur à cuire au caractère trempé et à l'humour noir.
Le patronLe chef de la section spéciale de la police de San Francisco confie plusieurs missions de confiance à ces deux « Casseurs » malgré ses « Vous êtes virés ! » à plusieurs reprises, épisodiquement presque.
Frederic RusselL'éternel président-directeur général de plusieurs entreprises et brave père d'Alcibiade à qui il passe un coup de main en rapport avec des affaires logistiques ou non.
Jerry CarsonUn ancien flic et acolyte de longue date de Brock avant qu'il ne soit remplacé par Al à la suite de son accident au début du premier tome Haute Tension.

### Clins d’œil
Les deux personnages Al et Brock rappellent le tandem de choc Starsky et Hutch sous forme du duo comique Laurel et Hardy dans les décors très visiblement inspirés des séries télévisées américaines et films américains des années 1970-1980.

## Analyse

### Développement
Tout vraisemblablement commence en fin janvier 1973 où André-Paul Duchâteau, alors responsable éditorial aux éditions Rossel avant d'être nommé rédacteur en chef de Tintin en 1976, et Christian Denayer, avec qui il a déjà signé la création du reporter Yalek pour le quotidien généraliste belge Le Soir en 1969, et du pilote Alain Chevallier en 1971, partent ensemble en train pour la première année au salon international de la bande dessinée au musée d'Angoulême — qui deviendra plus tard Festival international de la bande dessinée d'Angoulême. Ils discutent, durant le trajet de huit heures, d'un projet où le dessinateur souhaiterait « dessiner de belles voitures, [et] les démolir, les détruire… » et, sur ce, le scénariste pense à son confrère Maurice Tillieux qui démolissait également pas mal de voitures dans ses bandes dessinées : ainsi surgit une idée forcément intitulée Les Casseurs.

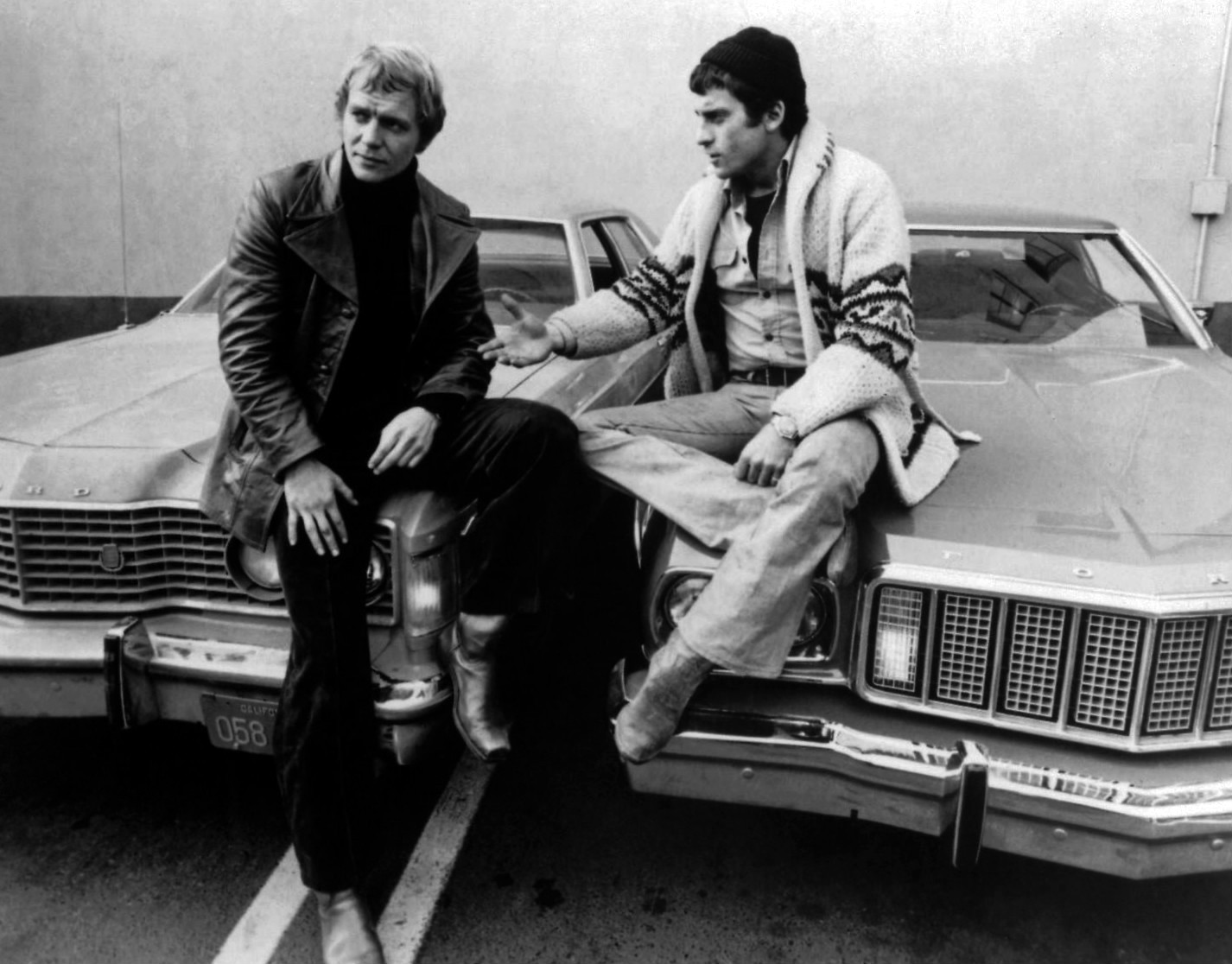
Starsky et Hutch, dont André-Paul Duchâteau et Christian Denayer se sont inspirés pour le tandem de cette série de bande dessinée.

De plus, dans les années 1970 arrivent en masse de nombreuses séries télévisées américaines telles que Starsky et Hutch ou Les Rues de San Francisco et des longs métrages au cinéma, l'inoubliable Bullitt de Peter Yates (1968), French Connection de William Friedkin (1971) ou encore Le Convoi de Sam Peckinpah (1978). C'est ce que l'on retrouve à travers les aventures d'Al et Brock, notamment dans les titres des albums, sorte d'hommage à la série B mêlant action et humour.
Motivé par son envie de vivre aux États-Unis, Christian Denayer situe les aventures de ces « Casseurs » entre New York, Washington et Los Angeles et André-Paul Duchâteau, tout en continuant les énigmes de Ric Hochet avec son complice Tibet, fait des recherches sur des villes américaines. Après quelques mois de réflexion, le synopsis de la première histoire et les planches représentant, bien sûr, les personnages et les crashs très spectaculaires se posent sur le bureau d'Henri Desclez, alors successeur de Michel Greg en tant que nouveau rédacteur en chef du journal de Tintin : ce dernier accepte sans la moindre hésitation.

### Collaborations
Autour des années 1980, Christian Denayer engage son épouse Liliane Labruyère en tant que coloriste.
Didier Desmit, de 1975 en 1978, et Yvan Fernandez, de 1979 à 1993, alors tous deux assistants du dessinateur, participent à la réalisation des décors et des automobiles dans quelques albums de Casseurs comme d'autres ses séries.

### Parutions
La première histoire ayant pour titre Haute Tension s'imprime sur les pages du journal de Tintin belge au no 5 du 29 janvier 1975 — et no 111 du 18 février 1975 pour la France. Ensuite, la seconde s'intitule Sabotage à Fort Tempest au no 8 du 17 février 1976 — sinon no 47 du 3 août 1976.
Succès confirmé, les jeunes lecteurs s'attachent à ces images sensationnelles entre cinéma et bande dessinée. Sur ces entrefaites, la société Le Lombard lance le premier album Haute Tension publié en janvier 1977.
Quant au récit à suivre 1963 paru en 1986 dans le journal, il est rebaptisé Rapt en flash-back pour l'album publié en 1987.

### Al et Brock(1990)
En fin des années 1980, en raison de la qualification de « casseurs » employée pour désigner les « casseurs de grève », ces personnes pratiquant des actes de vandalisme plus ou moins violents en marge des manifestations, le Lombard décide de renommer « les Casseurs » par le nom des deux personnages principaux, « Al et Brock », pour éviter toute confusion. Le nouveau logo sur la couverture des albums attire très peu de lecteurs dans les dix-sept pays diffusant cette série.
Autour de 1994, André-Paul Duchâteau et Christian Denayer prennent la décision de mettre la série en retraite prématurée : « Nous avions le sentiment d'avoir fait le tour de la question. Nous ne voulions pas réaliser l'album de trop », diront les auteurs à la fin des années 2000.

### Récits complets
Dans des magazines signés Tintin apparaissaient les récits complets :
- Tintin Sélection : Allô ? Voiture spectrale ? et Le Pied dans la fourmilière (1977)
- Super Tintin : Témoin à abattre (1978), 250000$… crash, Le Disque d'or (1979), Coucher de soleil à minuit (1981), Mission survie (1982), Des souris et des hommes, Super contre Super (1982), Idylle foudroyante, Baroud Red Mansion Points (1983), Double Cauchemar, Le Troisième Homme (1984) et Secret choc (1987)
- Tintin : Une bombe à tout casser ! (1980), Hauts et Bas à San Francisco (1981), Signé : Danger et Les Aventures mystérieuses et rocambolesques de l’agent spatial (1985)

Seuls Témoin à abattre, 250000$… crash, Le Disque d'or, Une bombe à tout casser !, Coucher de soleil à minuit et Hauts et Bas à San Francisco se compilent dans le sixième album de la série sous le titre Hauts et Bas à San Francisco, publié en janvier 1981, ainsi que Super contre Super, Baroud Red Mansion Points, Le Troisième Homme et Signé : Danger dans le douzième album Un super flic en mars 1986.
Les éditions Loups décident de réunir les deux récits complets alors inédits en album Allô ? Voiture spectrale ? et Le Pied dans la fourmilière, accompagné de deux aventures d'Alain Chevallier (Tornade à Indianapolis et Les Pirates de Key West) de Christian Denayer et André-Paul Duchâteau,  dans un recueil intitulé Case départ, une version luxe signée et numérotée à 200 exemplaires, publié en 2002,.
En revanche, à partir d'octobre 2009, le récit Allô ? Voiture spectrale ? est complété dans le quatrième intégrale, de même que Le Pied dans la fourmilière dans le cinquième et les gags L’Énorme Anti–pollution et Hommage à Cubitus dans le sixième.

## Publications en français

### Périodiques

#### Tintin(1975-1988)
Les Casseurs naissent dans le magazine Tintin, version belge et française.
- Haute Tension :
  -  de no 5 du 29 janvier à no 23 du 3 juin 1975[3]
  -  de no 111 du 18 février à no 126 du 3 juin 1975[4]
- Sabotage à Fort Tempest :
  -  de no 8 du 17 février à no 19 du 4 mai 1976[11]
  -  de no 47 du 3 août à no 51 du 31 août 1976[12]
- Opération Mammouth :
  -  de no 16 du 19 avril à no 31 du 2 août 1977[15]
  -  de no 97 du 19 juillet à no 104 du 6 septembre 1977[16]
- Les Casseurs contre… Les Casseurs :
  -  de no 24 du 13 juin à no 38 du 19 septembre 1978[17]
  -  de no 144 du 13 juin à no 158 du 19 septembre 1978[18]
- La Corrida infernale :
  -  de no 29 du 17 juillet à no 43 du 23 octobre 1979[19]
  -  de no 201 du 17 juillet à no 215 du 23 octobre 1979[20]
- Une bombe à tout casser ! :
  -  récit complet de 6 pages au no 49 du 2 décembre 1980[21]
  -  récit complet de 6 pages au no 273 du 2 décembre 1980[22]
- La Fosse aux alligators : de no 281 du 27 janvier à no 288 du 17 mars 1981[23]
- Hauts et Bas à San Francisco : récit complet de 6 pages au no 296 du 12 mai 1981[23]
- Florida Connection : de no 322 du 10 novembre 1981[23] à no 336 du 16 février 1982[24]
- Train d'enfer : de no 388 du 15 février à no 399 du 3 mai 1983[25]
- Big Mama : de no 428 du 22 novembre 1983[25] à no 438 du 31 janvier 1984[26]
- Big Mama II : de no 472 du 25 septembre à no 482 du 4 décembre 1984[26]
- Signé : Danger : récit complet de 16 pages au no 500 du 9 avril 1985[27]
- Les Aventures mystérieuses et rocambolesques de l’agent spatial : feuilleton au no 516 du 30 juillet 1985[27]
- 1963 : de no 559 du 27 mai à no 569 du 5 août 1986[28]
- Le Convoi maudit : de no 581 du 28 octobre à no 590 du 30 décembre 1986[28]
- L’Énorme Anti–pollution : gag au no 602 du 24 mars 1987[29]
- Match poursuite : de no 626 du 8 septembre à no 635 du 10 novembre 1987[29]
- Hommage à Cubitus : gag au no 656 du 5 avril 1988[5]
- L'Heure du requin : de no 676 du 23 août à no 685 du 25 octobre 1988[5]

#### Tintin Sélection(1977)
Exceptionnellement, le tandem apparait dans le Tintin Sélection.
- Allô ? Voiture spectrale ? : récit complet de 16 pages au no 34 du 1er février 1977[16]
- Le Pied dans la fourmilière : récit complet de 20 pages au no 37 du 1er novembre 1977[16]

#### Super Tintin(1978-1987)
Le duo de choc se trouve dans le magazine Super Tintin.
- Témoin à abattre : récit complet de 5 pages au no 1 du 1er février 1978[18]
- 250000$… crash : récit complet de 9 pages au no 6  du 2 octobre 1979[20]
- Le Disque d'or : récit complet de 11 pages au no 7  du 18 décembre 1979[20]
- Coucher de soleil à minuit : récit complet de 8 pages au no 12 du 24 mars 1981[23]
- Mission survie : récit complet de 9 pages au no 16 du 23 mars 1982[24]
- Des souris et des hommes : récit complet de 2 pages au no 17 du 22 juin 1982[24]
- Super contre Super : récit complet de 8 pages au no 19 du 14 décembre 1982[24]
- Idylle foudroyante : récit complet de 2 pages au no 20 du 22 mars 1983[25]
- Baroud Red Mansion Points : récit complet de 14 pages au no 23 du 6 décembre 1983[25]
- Double Cauchemar : récit complet de 2 pages au no 24 du 27 mars 1984[26]
- Le Troisième Homme : récit complet de 8 pages au no 25 du 19 juin 1984[26]
- Secret choc : récit complet de 1 page au no 37 du 23 juin 1987[29]

#### Hello Bédé(1990-1993)
À partir de l'année 1991 dans Hello Bédé, Les Casseurs deviennent Al et Brock.
- Brigade de choc : de no 37 du 5 juin à no 46 du 7 août 1990[30]
- Dérapage à l’Est : de no 94 du 9 juillet à no 103 du 10 septembre 1991[7]
- Le Trou dans la tête : de no 143 du 16 juin à no 152 du 18 août 1992[31]
- Chassé croisé : de no 180 du 2 mars à no 190 du 11 mai 1993[8]

### Albums
- 1 Haute Tension, Éditions du Lombard, janvier 1977
Scénario : André-Paul Duchâteau - Dessin : Christian Denayer
- 2 Sabotage à Fort Tempest, Éditions du Lombard, avril 1977
Scénario : André-Paul Duchâteau - Dessin : Christian Denayer
- 3 Opération Mammouth, Éditions du Lombard, août 1978
Scénario : André-Paul Duchâteau - Dessin : Christian Denayer
- 4 Les Casseurs contre… Les Casseurs, Éditions du Lombard,  (ISBN 2-205-01557-5), septembre 1979
Scénario : André-Paul Duchâteau - Dessin : Christian Denayer
- 5 La Corrida infernale, Éditions du Lombard,  (ISBN 2-205-01776-4), août 1980
Scénario : André-Paul Duchâteau - Dessin : Christian Denayer
- 6 Hauts et Bas à San Francisco, Éditions du Lombard, janvier 1981
Scénario : André-Paul Duchâteau - Dessin : Christian Denayer
- 7 La Fosse aux alligators, Éditions du Lombard,  (ISBN 2-8036-0025-0), septembre 1982
Scénario : André-Paul Duchâteau - Dessin : Christian Denayer
- 8 Florida Connection, Éditions du Lombard,  (ISBN 2-8036-0392-6), janvier 1983
Scénario : André-Paul Duchâteau - Dessin : Christian Denayer - Couleurs : Liliane
- 9 Train d'enfer, Éditions du Lombard,  (ISBN 2-8036-0449-3), juin 1984
Scénario : André-Paul Duchâteau - Dessin : Christian Denayer - Couleurs : Liliane
- 10 Big Mama, Éditions du Lombard,  (ISBN 2-8036-0480-9), novembre 1984
Scénario : André-Paul Duchâteau - Dessin : Christian Denayer - Couleurs : Liliane
- 11 Big Mama II, Éditions du Lombard,  (ISBN 2-8036-0516-3), octobre 1985
Scénario : André-Paul Duchâteau - Dessin : Christian Denayer - Couleurs : Liliane
- 12 Un super flic, Éditions du Lombard,  (ISBN 2-8036-0550-3), mars 1986
Scénario : André-Paul Duchâteau - Dessin : Christian Denayer - Couleurs : Liliane
- 13 Rapt en flash-back, Éditions du Lombard,  (ISBN 2-8036-0617-8), mai 1987
Scénario : André-Paul Duchâteau - Dessin : Christian Denayer - Couleurs : Liliane
- 14 Le Convoi maudit, Éditions du Lombard,  (ISBN 2-8036-0636-4), octobre 1987
Scénario : André-Paul Duchâteau - Dessin : Christian Denayer - Couleurs : Liliane
- 15 Match poursuite, Éditions du Lombard,  (ISBN 2-8036-0695-X), juin 1988
Scénario : André-Paul Duchâteau - Dessin : Christian Denayer - Couleurs : Liliane
- 16 L'Heure du requin, Éditions du Lombard,  (ISBN 2-8036-0733-6), janvier 1989
Scénario : André-Paul Duchâteau - Dessin : Christian Denayer - Couleurs : Liliane
- 17 Brigade de choc, Éditions du Lombard,  (ISBN 2-8036-0825-1), janvier 1990
Scénario : André-Paul Duchâteau - Dessin : Christian Denayer - Couleurs : Liliane
- 18 Dérapage à l'Est, Éditions du Lombard,  (ISBN 2-8036-0960-6), novembre 1991
Scénario : André-Paul Duchâteau - Dessin : Christian Denayer - Couleurs : Liliane
- 19 Le Trou dans la tête, Éditions du Lombard,  (ISBN 2-8036-1004-3), octobre 1992
Scénario : André-Paul Duchâteau - Dessin : Christian Denayer - Couleurs : Liliane
- 20 Chassé croisé, Le Lombard,  (ISBN 2-8036-1048-5), octobre 1993
Scénario : André-Paul Duchâteau - Dessin : Christian Denayer - Couleurs : Frank Brichau
- 21 La Secte d'Hollywood, Le Lombard,  (ISBN 2-8036-1099-X), décembre 1994
Scénario : André-Paul Duchâteau - Dessin : Christian Denayer - Couleurs : Frank Brichau

### Tirages
- Case départ, version luxe, signée et numérotée à 200 exemplaires, augmentée de 8 pages inédites et accompagnées d'un ex-libris, également signé et numéroté, Loup,  (ISBN 2-930283-35-1), janvier 2002
Scénario : André-Paul Duchâteau - Dessin : Christian Denayer

### Intégrales
- 1 Tome 1, Le Lombard,  (ISBN 978-2-8036-2512-3), février 2009
Scénario : André-Paul Duchâteau - Dessin : Christian Denayer - Couleurs : Frank Brichau
- 2 Tome 2, Le Lombard,  (ISBN 978-2-8036-2544-4), mai 2009
Scénario : André-Paul Duchâteau - Dessin : Christian Denayer - Couleurs : Frank Brichau
- 3 Tome 3, Le Lombard,  (ISBN 978-2-8036-2545-1), juillet 2009
Scénario : André-Paul Duchâteau - Dessin : Christian Denayer - Couleurs : Frank Brichau
- 4 Tome 4, Le Lombard,  (ISBN 978-2-8036-2577-2), octobre 2009
Scénario : André-Paul Duchâteau - Dessin : Christian Denayer - Couleurs : Frank Brichau
- 5 Tome 5, Le Lombard,  (ISBN 978-2-8036-2594-9), janvier 2010
Scénario : André-Paul Duchâteau - Dessin et couleurs : Christian Denayer
- 6 Tome 6, Le Lombard,  (ISBN 978-2-8036-2677-9), avril 2010
Scénario : André-Paul Duchâteau - Dessin et couleurs : Christian Denayer
- 7 Tome 7, Le Lombard,  (ISBN 978-2-8036-2675-5), août 2010
Scénario : André-Paul Duchâteau - Dessin et couleurs : Christian Denayer

## Publications en néerlandais
Les albums de la série De Brokkenmakers, soit Les Casseurs en néerlandais, s'éditent à partir de 1977 par les Éditions du Lombard.

### Albums
- 1 Hoogspanning,  (ISBN 9064213011), Éditions du Lombard
Scénario : André-Paul Duchâteau - Dessin : Christian Denayer - Couleurs : 1977
- 2 Sabotage in Fort-Tempest, Éditions du Lombard, 1977
Scénario : André-Paul Duchâteau - Dessin : Christian Denayer
- 3 Operatie Mammoet, Éditions du Lombard,  (ISBN 9064213038), 1978
Scénario : André-Paul Duchâteau - Dessin : Christian Denayer
- 4 De brokkenmakers tegen ... de brokkenmakers, Éditions du Lombard,  (ISBN 9064210187), 1979
Scénario : André-Paul Duchâteau - Dessin : Christian Denayer
- 5 De helse corrida, Éditions du Lombard,  (ISBN 9064210764), 1980
Scénario : André-Paul Duchâteau - Dessin : Christian Denayer
- 6 Ups en downs in San Francisco, Éditions du Lombard, 1981
Scénario : André-Paul Duchâteau - Dessin : Christian Denayer
- 7 De alligator poel, Éditions du Lombard,  (ISBN 9064213666), 1982
Scénario : André-Paul Duchâteau - Dessin : Christian Denayer
- 8 Florida connection, Éditions du Lombard,  (ISBN 9064214077), 1983
Scénario : André-Paul Duchâteau - Dessin : Christian Denayer - Couleurs : Liliane
- 9 Trein naar de hel, Éditions du Lombard,  (ISBN 9064214433), 1984
Scénario : André-Paul Duchâteau - Dessin : Christian Denayer - Couleurs : Liliane
- 10 Big Mama, Éditions du Lombard,  (ISBN 9064214875), 1984
Scénario : André-Paul Duchâteau - Dessin : Christian Denayer - Couleurs : Liliane
- 11 Big Mama II, Éditions du Lombard,  (ISBN 9064215111), 1985
Scénario : André-Paul Duchâteau - Dessin : Christian Denayer - Couleurs : Liliane
- 12 Een super smeris, Éditions du Lombard,  (ISBN 9064215588), 1986
Scénario : André-Paul Duchâteau - Dessin : Christian Denayer - Couleurs : Liliane
- 13 Kidnapping in flash-back, Éditions du Lombard,  (ISBN 9064216231), 1987
Scénario : André-Paul Duchâteau - Dessin : Christian Denayer - Couleurs : Liliane
- 14 Het vervloekte konvooi, Éditions du Lombard,  (ISBN 9064216444), 1987
Scénario : André-Paul Duchâteau - Dessin : Christian Denayer - Couleurs : Liliane
- 15 Achtervolgingsmatch, Éditions du Lombard,  (ISBN 9064216959), 1988
Scénario : André-Paul Duchâteau - Dessin : Christian Denayer - Couleurs : Liliane
- 16 Het uur van de haai, Éditions du Lombard,  (ISBN 9064217254), 1989
Scénario : André-Paul Duchâteau - Dessin : Christian Denayer - Couleurs : Liliane
- 17 Speciaal Commando, Éditions du Lombard,  (ISBN 9064218080), 1990
Scénario : André-Paul Duchâteau - Dessin : Christian Denayer - Couleurs : Liliane
- 18 Missie in het Oostblok, Éditions du Lombard,  (ISBN 9064218870), 1991
Scénario : André-Paul Duchâteau - Dessin : Christian Denayer - Couleurs : Liliane
- 19 Black out, Éditions du Lombard,  (ISBN 9064219265), 1992
Scénario : André-Paul Duchâteau - Dessin : Christian Denayer - Couleurs : Liliane
- 20 Crossfire, Le Lombard,  (ISBN 9064219591), 1993
Scénario : André-Paul Duchâteau - Dessin : Christian Denayer - Couleurs : Frank Brichau
- 21 Hollywood Double-Face, Le Lombard,  (ISBN 9064219982), 1994
Scénario : André-Paul Duchâteau - Dessin : Christian Denayer - Couleurs : Frank Brichau

## Publications à l'étranger
Les Casseurs en langue étrangère, dont en allemand, en danois, en finnois, en portugais.

### Sources
- Les couvertures d'Al et Brock sur Tintin
- Les couvertures des Casseurs sur Tintin